# دنیس واسین
دنیس واسین (اوکراینی: Денис Геннадійович Васін؛ زادهٔ ۴ مارس ۱۹۸۹) بازیکن فوتبال اهل اوکراین است.
از باشگاه‌هایی که در آن بازی کرده‌است می‌توان به باشگاه فوتبال کریفباس کریفیی ریه، باشگاه فوتبال ماریوپول، باشگاه فوتبال فورسکلا پولتاوا، باشگاه فوتبال چورنومورتس اودسا، باشگاه فوتبال استال کامیانسکه، باشگاه فوتبال بلشیتا بابرویسک، و باشگاه فوتبال کارپاتی لویو اشاره کرد.
وی همچنین در تیم‌های ملی فوتبال Ukraine national under-17 football team, Ukraine national under-18 football team، و زیر ۲۱ سال اوکراین بازی کرده‌است.